# Expedición 49
La Expedición 49 es la 49.ª estancia de larga duración en la Estación Espacial Internacional.  Anatoli Ivanishin, Kathleen Rubins y Takuya Onishi serán transferidos de la Expedición 48. La Expedición 49 empezó con el regreso de la Soyuz MS-01 el 6 de septiembre de 2016 y finalizó con el regreso de la Soyuz MS-01 en noviembre de 2016. La tripulación de la Soyuz MS-02 fue transferida entonces a la Expedición 50.

## Tripulación
| Posición             | Primera parte Septiembre de 2016              | Segunda parte Septiembre de 2016 a noviembre de 2016 |
| -------------------- | --------------------------------------------- | ---------------------------------------------------- |
| Comandante           | Anatoli Ivanishin, RSA Segundo vuelo espacial | Anatoli Ivanishin, RSA Segundo vuelo espacial        |
| Ingeniero de vuelo 1 | Kathleen Rubins, NASA Primer vuelo espacial   | Kathleen Rubins, NASA Primer vuelo espacial          |
| Ingeniero de vuelo 2 | Takuya Onishi, JAXA Primer vuelo espacial     | Takuya Onishi, JAXA Primer vuelo espacial            |
| Ingeniero de vuelo 3 |                                               | Robert S. Kimbrough, NASA Segundo vuelo espacial     |
| Ingeniero de vuelo 4 |                                               | Andrei Borisenko, RSA Segundo vuelo espacial         |
| Ingeniero de vuelo 5 |                                               | Sergey Ryzhikov, RSA Primer vuelo espacial           |

FuenteSpacefacts